# Umowa społeczna

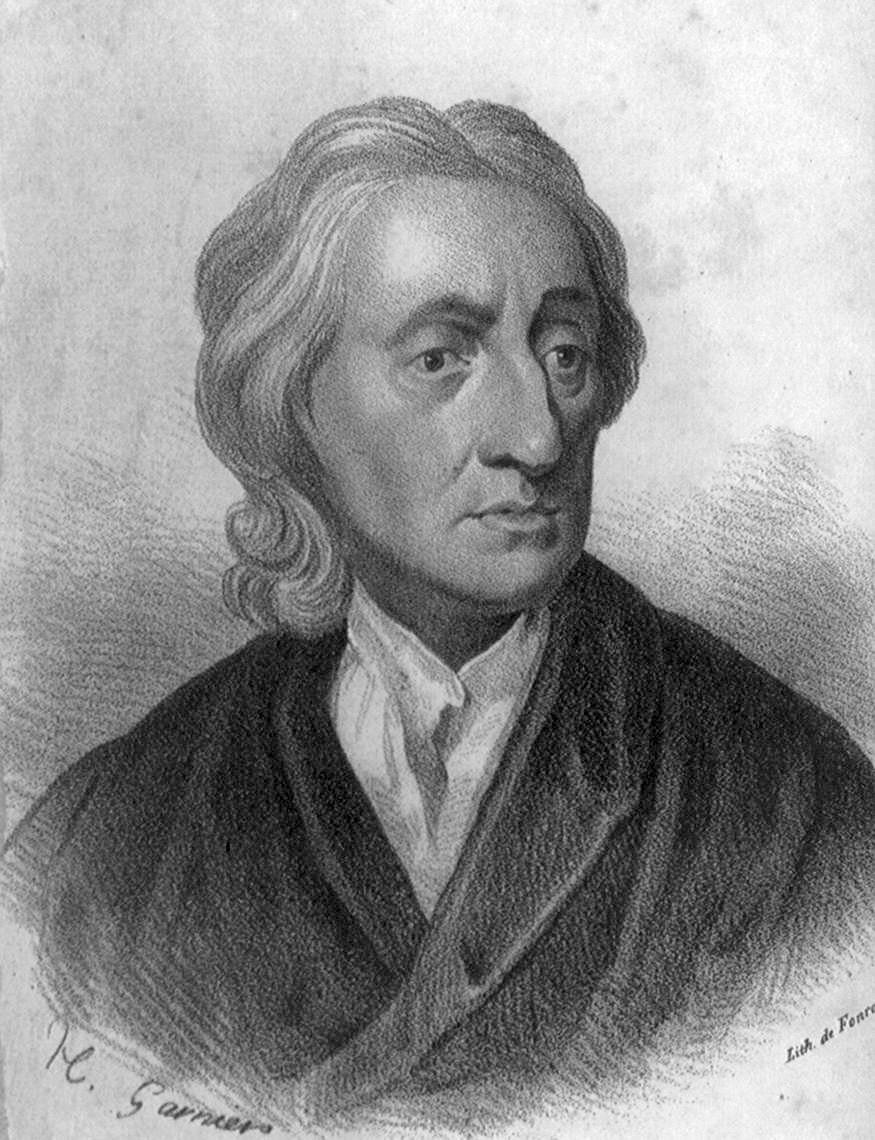
John Locke filozof kontraktualizmu, który dał podwaliny współczesnej demokracji

Ten artykuł dotyczy filozoficznego i politycznego pojęcia umowy społecznej, tzw. kontraktualizmu, a nie prawnej teorii kontraktów czy zobowiązań w ramach choćby dogmatyki prawa cywilnego.
Umowa społeczna – termin filozoficzny łączący w sobie wiele różnych teorii, których tematem są umowy dorozumiane, przy pomocy których ludzie tworzą narody i utrzymują porządek społeczny. Teoria umowy społecznej stanowi racjonalne uzasadnienie historycznie ważnego poglądu, że legalna władza państwowa musi wywodzić się od zgody społeczeństwa. Punktem wyjścia dla większości tych teorii jest heurystyczna analiza kondycji ludzkiej, określana jako „stan natury” lub „stan naturalny”, czyli chaos. W związku z tym, działanie jednostki jest ograniczone jedynie przez jej sumienie. Podążając tym torem, różni autorzy teorii umowy społecznej usiłują na wiele sposobów wyjaśnić, dlaczego w interesie własnym jednostki leży dobrowolna zamiana swobody działania, którą gwarantuje stan naturalny (zwany także „prawami naturalnymi”) na korzyści wynikające z tworzenia struktur społecznych.
Wspólnym pojęciem dla tych teorii jest suwerenna wola, którą na mocy umowy społecznej wszyscy członkowie społeczeństwa są zobowiązani szanować. Odmiany teorii umowy społecznej w znacznym stopniu różnią się definicją suwerennej woli, bez względu na to czy dotyczy to monarchii, oligarchii czy republiki lub demokracji. Zgodnie z teorią, którą jako pierwszy wyłożył Platon w Obronie Sokratesa. Kriton, członkowie społeczeństwa podświadomie zgadzają się na warunki umowy społecznej poprzez pozostanie w tym społeczeństwie. Zatem związana ze wszystkimi formami umowy społecznej, wolność poruszania się jest fundamentalnym lub naturalnym prawem, dlatego społeczeństwo nie może wymagać od jednostki zamiany go na suwerenną wolę.
Thomas Hobbes (1651), Spinoza (1677), John Locke (1689) i Jean-Jacques Rousseau (1762) są najsłynniejszymi filozofami kontraktualizmu, który dał podwaliny współczesnej demokracji. Należy podkreślić wpływ teorii prawa natury na rozwój liberalizmu klasycznego, niezależnie od tego, że nacisk na indywidualizm i odrzucenie konieczności podporządkowania wolności jednostki suwerennej woli może sprzeciwiać się ogólnym założeniom teorii umowy społecznej.

## Ogólny zarys

### Stan natury i umowa społeczna
Według Hobbesa i teorii kanonicznej istotne jest to, że bez społeczeństwa żylibyśmy w stanie natury, gdzie każdy z nas miałby nieograniczoną wolność naturalną. Minusem takiej autonomii, jest to, że zawiera się w niej ‘prawo do robienia wszystkiego’, a co za tym idzie możność do krzywdzenia tych, którzy zagrażają instynktowi samozachowawczemu jednostki; nie ma pozytywnych praw, jest tylko prawo natury i wieczna „wojna wszystkich przeciw wszystkim” (łac. Bellum omnium contra omnes, Hobbes 1651). Żeby uniknąć tej sytuacji, zgadzamy się na umowę społeczną, dzięki której każdy zyskuje prawa obywatelskie w zamian za podporządkowanie się prawu cywilnemu lub rządowi. Według Hobbesa najwyższa władza nie jest stroną umowy społecznej, tylko jej beneficjentem i tym samym nie jest przez nią ograniczona.
Niektórzy twierdzą, że zyskujemy prawa obywatelskie w zamian za zobowiązanie się do przestrzegania i obrony praw innych, tym samym dobrowolnie ograniczając swobody własne. Formułowanie obowiązku wynikającego z umowy społecznej jest często identyfikowane z aktywnością milicji lub samoobrony obywatelskiej.

### Fikcyjny stan natury?
Trwa naukowa dyskusja, czy teoretycy umowy społecznej wierzyli w pierwotny stan natury i w umowę społeczną stworzoną tak naprawdę przez naszych dalekich przodków, czy widzieli ją jako ‘eksperyment ideologiczny’ lub tylko jako sposób wyrażania tego, że wszystkie istoty rozumne prędzej czy później i tak zgodzą się na taką umowę. Rozprawa o Pochodzeniu i Podstawach Nierówności (1774) Jeana Jacques’a Rousseau może być określona bardziej jako fikcyjne wspomnienie tego, co przeminęło, niż jako realistyczny opis tego, co się wydarzyło. Lecz dwuznaczność pozostaje i wydaje się być nieodłącznym elementem tych teorii.
Hobbes pojmuje stan natury jako brutalną walkę wszystkich przeciwko wszystkim, na co mogły wpłynąć jego doświadczenia z Angielskiej Wojny Domowej. Locke natomiast uważa ludzi za bardziej społecznych, a jego stan natury jest zbliżony do społeczności ludu plemiennego, np. Indian, gdzie istniały już elementarne mechanizmy i normy społeczne.

### Naruszenie umowy
Umowa społeczna i wiążące się z nią prawa obywatelskie nie są ani naturalne, ani ostateczne. Sama umowa jest raczej środkiem do celu – dobra ogółu, i według niektórych filozofów jak Locke czy Rousseau jest uzasadniona tylko wtedy, kiedy przynosi powszechne korzyści. Zatem gdy umowa zawiera braki, renegocjowana jest zmiana warunków poprzez wybory i zgromadzenie ustawodawcze. Locke teoretyzował na temat prawa do sprzeciwu, na wypadek, gdyby umowa doprowadziła do tyranii.
Ponieważ prawa wiążą się ze zgodą na umowę, ci, którzy nie wypełniają zobowiązań umowy, na przykład poprzez popełnianie przestępstw, ryzykują utratę części praw, a reszta społeczeństwa powinna chronić się przed działaniami przestępców. Bycie członkiem społeczeństwa oznacza wzięcie odpowiedzialności za przestrzeganie jego zasad, wraz z groźbą kary za ich pogwałcenie. Ponieważ większość ludzi obawia się tych, którzy mogą ich skrzywdzić i jednocześnie nie zamierza krzywdzić innych, czuje się bezpiecznie mając świadomość istnienia praw karzących szkodliwe zachowania. Zatem według Hardina społeczeństwo działa na zasadzie dobra wspólnotowego.
Niektóre prawa są określane jako negatywny obowiązek nakładany na innych. Na przykład podstawowe prawo własności wymaga powstrzymania się od zabierania cudzej własności. Prawa mogą także obejmować pozytywne obowiązki, jak na przykład obowiązek zwrotu skradzionej własności, co oznacza oddanie mienia właścicielowi, kiedy znajduje się ono w cudzym posiadaniu (lub, we współczesnym społeczeństwie, powiadomienie o tym policji). Teoretycy przekonują, że połączenie pozytywnych i negatywnych praw jest niezbędne do stworzenia praktycznej umowy, która chroniłaby interesy jednostki.

## Historia

### Myśl klasyczna
Niektórzy twierdzą, że Epikur otwarcie poparł założenia umowy społecznej. Ostatnia część jego Głównych Myśli mówi, że sprawiedliwość jest zgodą na nieszkodzenie sobie wzajemnie i aprobatą praw stworzonych dla wspólnych korzyści (przyjemność, szczęście), oraz że prawa, które nie są już korzystne nie są tym samym sprawiedliwe. Pod tym względem, Grecy mieli niewiele wspólnego z kontraktualizmem w rozumieniu współczesnej filozofii. Kontraktualizm jest w zasadzie przeciwieństwem konwencjonalizmu, który uważa sprawiedliwość za produkt ogólnie przyjętych zwyczajów (według sofistów). Zaś kontraktualizm uznaje naturę za podstawę sprawiedliwości.

### Rozwój w dobie renesansu
Quentin Skinner utrzymuje, że kilka znaczących dla teorii kontraktów innowacji, można znaleźć już w dziełach francuskich kalwinistów, zainspirowanych przez pisarzy z dawnych Niderlandów, którzy byli przeciwni podporządkowaniu się Hiszpanii, a później także przez katolików w Anglii. Spośród nich wyróżnić można Francisco Suàreza (1548–1617) ze szkoły w Salamance, który może być uznawany za wczesnego teoretyka umowy społecznej, rozprawiającego na temat praw naturalnych w odniesieniu do ograniczenia boskich praw w monarchii absolutnej.
Za pomocą umowy społecznej lub kontraktu wszystkie te teorie miały doprowadzić do ukształtowania się poglądów o powszechnej suwerenności. Zaczynały się od argumentów dotyczących pierwotnych „stanów natury”, a kończyły na tym, że podstawą polityki jest to, że każdy z natury jest wolny od podporządkowania się rządowi. Jednakowoż, argumenty te opierały się na teorii korporacjonizmu zapoczątkowanego w prawie rzymskim, według którego „lud” może istnieć jako odrębna jednostka prawna.
Argumenty te utrzymują, że społeczność ludzi może się połączyć i utworzyć rząd, ponieważ mają oni możliwość korzystania z pojedynczej woli oraz podejmowania decyzji pojedynczym głosem, podczas nieobecności suwerennego autorytetu. Pogląd ten został odrzucony przez Hobbesa.
Jest to głównie wynikiem odrzucenia średniowiecznych, rzymskich oraz arystotelesowskich poglądów stwierdzających, że kontraktualizm odnosi się do teorii suwerenności rozwiniętej po raz pierwszy przez Hobbesa w XVII wieku. Jego książka Lewiatan jest powszechnie uznawana za podłoże absolutyzmu.

### Thomas Hobbes:Lewiatan(1651)
Thomas Hobbes był pierwszym nowożytnym filozofem, który sformułował szczegółową teorię kontraktu. Twierdził, że ludzie pod wpływem lęku przed stanem naturalnym zrzekają się swoich osobistych praw na rzecz suwerena, w zamian za ochronę i lepiej funkcjonujące społeczeństwo. Wyzbycie się uprawnień wynika z racjonalnego wyboru egoistycznej jednostki, dążącej do zapewnienia sobie maksymalnego dostępnego bezpieczeństwa. Hobbes określił państwo terminem Lewiatan i wskazał na niemożliwość indywidualnego odzyskania raz przekazanych, choćby w drodze umowy społecznej, wolności.

### Jean-Jacques Rousseau:Umowa Społeczna(1762)

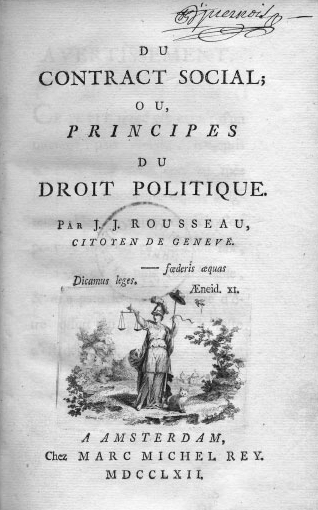
Pierwsze wydanie Umowy społecznej autorstwa Jeana-Jacquesa Rousseau, 1762

Jacques Rousseau (1712–1778), w swoich traktatach z 1762 roku zatytułowanych Umowa Społeczna zarysował inną wersję teorii umowy społecznej opartej na koncepcji powszechnej suwerenności, określonej jako niepodzielna i prawnie niezbywalna. Ta ostatnia cecha wyjaśnia awersje Rousseau do demokracji pośredniej oraz jego poparcie dla demokracji bezpośredniej. Z jednej strony teoria Rousseau przypomina indywidualistyczną, liberalną filozofię Locka, z drugiej różni się od niej kilkoma istotnymi zagadnieniami. Na przykład jego teoria powszechnej suwerenności zawiera koncepcje „woli ogółu”, będącej czymś więcej niż sumą woli poszczególnych jednostek, dlatego też bardziej pasuje do niej określenie kolektywistyczna, bądź holistyczna niż indywidualistyczna. Rousseau przekonuje, że podmiot jako odrębna jednostka może być egoistyczny i przekładać własne korzyści nad dobro ogółu. Jednakże, jako członek tego ogółu, wyzbywa się on egoizmu, aby przyczynić się do utworzenia woli ogółu, która sama w sobie jest powszechną suwerennością.
Powszechna suwerenność decyduje o tym, co jest dobre dla społeczeństwa jako całości.

Porozumienie społeczne sprowadza się do następujących pojęć. Oddając swoją osobę i wszystkie swoje prawa we władanie woli ogółu w rezultacie otrzymujemy jedno ciało (społeczne), którego każdy członek staje się nierozerwalną częścią.

Tak więc, cieszące się złą sławą stwierdzenie Rousseau, że człowiek jest “zmuszony do wolności”, powinno być rozumiane w następujący sposób: skoro odrębne podmioty rezygnują ze swojej wolnej woli (teoria Hobbesa), aby stworzyć powszechną suwerenność, i skoro ta suwerenność jest niepodzielna, niezbywalna i decyduje o tym, co jest dobrem dla ogółu to, jeśli jednostka ponownie powróci do swojego egoizmu wtedy jest zmuszona do zaakceptowania tego, co zadecydowali inni, jako że jest członkiem zbiorowości.
Wersja umowy społecznej według Rousseau jest najczęściej kojarzona z terminem „umowy społecznej” samej w sobie. Jego teorie miały wpływ zarówno na rewolucję francuską (1789), jak i na powstanie ruchu socjalistycznego. Można powiedzieć, że tak jak w teoriach Locke’a i Hobbesa, Rousseau zwrócił szczególną uwagę na subiektywne i indywidualne kwestie (na przykład w swojej pracy zatytułowanej Wyznania).

### Pierre Joseph Proudhon: indywidualistyczna umowa społeczna (individualist social contract) (1851)
Podczas gdy umowa społeczna Rousseau oparta jest na suwerenności powszechnej, a nie na suwerenności jednostki, istnieją inne teorie, po stronie których opowiadają się indywidualiści, anarchiści oraz zwolennicy libertarianizmu, zgadzające się jedynie na prawa negatywne i tworzące wyłącznie ograniczone państwo, jeśli w ogóle. Jest to związane z zasadą o nieagresji.
Pierre-Joseph Proudhon (1819–1865) popierał koncepcję umowy społecznej, która nie wymagałaby od jednostki wyzbywania się suwerenności na rzecz innych. Według niego, umowa społeczna nie dotyczyła zależności pomiędzy obywatelami a państwem, ale raczej pomiędzy samymi obywatelami, z których każdy zamiast sprawować władzę nad innymi, pozostawałby jednostką całkowicie suwerenną.
Czym naprawdę jest umowa społeczna? Porozumieniem pomiędzy obywatelami i rządem? Nie, takie rozumienie byłoby jedynie kontynuacją koncepcji Rousseau. Umowa społeczna to porozumienie człowieka z człowiekiem; porozumienie, którego skutkiem jest powstanie tego, co nazywamy społeczeństwem. Mając to na uwadze, pojęcie przemiennej sprawiedliwości, które pojawiło się po raz pierwszy przez prymitywny fakt wymiany zostaje zastąpione pojęciem sprawiedliwości rozdzielnej. Innymi słowy, umowa, przemienna sprawiedliwość, przełożona z języka prawniczego na język biznesu oznaczałaby handel, czyli w najszerszym znaczeniu tego słowa czyn poprzez który dwoje ludzi deklaruje się być wytwórcą (producentem) i zrzeka się praw do zarządzania sobą nawzajem.

### Pierre Joseph Proudhon:Ogólny Zarys Rewolucji XIX wieku(General Idea of the Revolution in the Nineteenth Century) (1851)
Taki zamysł umowy społecznej, który wyklucza jakąkolwiek ingerencję w wolność osobistą ze strony państwa, był także popierany przez innych anarchistów wyznających filozofię indywidualizmu, jak na przykład Benjamin Tucker (entuzjasta prac Proudhona), który powiedział:

Ludzkość zwraca się ku idei prawdziwej umowy społecznej, która nie jest, jak twierdził Rousseau, początkiem społeczeństwa, lecz wynikiem długoletniego społecznego doświadczenia, owocem jego szaleństw, klęsk i niepowodzeń. Oczywistym jest, że ta umowa to perfekcyjnie opracowane prawo społeczne, wyłączające wszelkie akty agresji, wszelkie pogwałcenia idei równości i wolności i nadużycia każdego rodzaju.

### John Rawls:Teoria sprawiedliwości(1971)
John Rawls (1921–2002) w Teorii sprawiedliwości przedstawił przeciwne podejście, oparte na filozofii Kanta. Według Rawlsa rozsądni ludzie na hipotetycznych „przypisanych pozycjach”, wyzbywszy się swoich preferencji i zdolności, „za zasłoną niewiedzy” zgodziliby się z pewnymi ogólnymi zasadami sprawiedliwości. Ten pomysł przedstawiony przez Rawlsa jest również używany do sformułowania pojęcia sprawiedliwości w teorii gier i rozwoju innych teorii sprawiedliwości.

### Pojęcie republikanizmu według Philipa Pettita (1997)
Philip Pettit (ur. 1945) w swoim eseju Republikanizm: Teoria wolności i rządu (1997) twierdzi, iż teoria umowy społecznej, klasycznie oparta na przyzwoleniu osób nią objętych (jako że zakłada się, iż umowa jest ważna dopóty, dopóki ludzie wyrażają zgodę na podleganie pod ich przedstawicieli realizujących suwerenność), powinna być modyfikowana w celu uniknięcia sporów. Zamiast spierać się czy wyraźne zezwolenie, które i tak może zostać sfabrykowane, powinno potwierdzać ważność umowy społecznej, Philip Pettit uważa, iż brak zdecydowanego sprzeciwu wobec umowy potwierdza tylko jej legalność.

## Krytyka

### David Hume
Jednym z pierwszych krytyków trafności teorii umowy społecznej był David Hume. W swoim eseju O Oryginalnej Umowie (w oryginale Of the Original Contract) z jego zbioru esejów zatytułowanym Eseje z Dziedziny Moralności i Literatury (wydanie polskie 1955) (w oryginale Essays Moral and Political z 1748 roku), Hume podkreślił, że teoria kontraktów opracowana przez rząd, nie była poparta żadnymi dostępnymi faktami historycznymi.

### Czy umowa społeczna jest pogwałceniem teorii kontraktów?
Zazwyczaj umowa nie staje się obowiązująca dopóki wszystkie jej strony nie zgodzą się na nią dobrowolnie, oznacza to, że nikt nie może być zmuszony pod groźbą użycia siły fizycznej, żeby do niej przystąpić. Lysander Spooner, prawnik z XIX w., i zagorzały zwolennik prawa do zawierania umowy pomiędzy ludźmi, w swoim eseju Bez Zdrady (w oryginale No Treason) udowadnia, że hipotetyczna umowa społeczna (taka, o której mówił Rousseau) nie może być użyta do usprawiedliwiania działań rządowych, takich jak opodatkowanie, ponieważ wówczas rząd zmusiłby do uczestniczenia w tej umowie nawet tych, którzy tego nie chcą. Dlatego też, Spooner twierdzi, że taka umowa nie jest dobrowolna, przez co w ogóle nie może być uznana za ważną w świetle prawa. Jednakże filozoficzna koncepcja umowy społecznej nie dotyczy takich samych zagadnień jak jej prawna wersja, co sprawia, że termin „umowa społeczna” (social contract) może być mylący. I właśnie dlatego niektórzy filozofowie, tacy jak np. James Madison, skłaniali się ku nazwie „porozumienie społeczne” (social compact). Kluczowym czynnikiem umowy społecznej bądź porozumienia społecznego jest to, że jednostka poprzez włączenie się do lub pozostanie pod zwierzchnictwem istniejącej społeczności wyraża na taką umowę lub na takie porozumienie zgodę. Zwierzchnictwo istniejącej społeczności jest z reguły powiązane z obszarem geograficznym przez nią zamieszkiwanym, podobnie jak wtedy, gdy osoba wchodzi lub pozostaje na czyimś prywatnym terenie. Zazwyczaj ludzie od najmłodszych lat są uczeni respektowania granic społeczności (włączając w nie m.in. rodzinę) i ustalanych przez nie reguł dla ich przestrzeni terytorialnej. To właśnie stanowi część procesu rozwoju socjalizacji.
Jednakże, jak słusznie zauważył uczony Randy Barnett, podczas gdy obecność na terytorium społeczności jest niezbędna do zgody na umowę, nie oznacza ona automatycznego przyzwolenia na wszystkie reguły, jakie społeczność ustanowi. Drugim warunkiem zgody na umowę jest to, aby te reguły były spójne z fundamentalnymi zasadami sprawiedliwości i ochrony naturalnych i społecznych praw, jak również, aby miały odpowiednie procedury do efektywnej ochrony tychże praw (lub wolności). Ta kwestia była też omawiana przez O.A. Brownsona który próbował dowieść, że w pewnym sensie zawarcie umowy jest uwarunkowane trzema kodeksami: kodeksem natury, który obejmuje wszystko to, co Pionierzy nazwali naturalnym prawem, kodeksem społeczności, na który składa się niepisany i powszechnie rozumiany zestaw zasad dla tejże społeczności sformułowany przez umowę społeczną, zanim powołany zostanie rząd, który to ustanawia trzeci kodeks – kodeks rządowy. Wszystkie reguły dotyczące zgody na umowę społeczną muszą być zawarte w kodeksach, o których mówi Brownson.
Współczesne angloamerykańskie prawo, tak jak europejskie prawo cywilne, opiera się na teorii dobrowolnej umowy, według której wszystkie warunki umowy są wiążące dla każdej ze stron, ponieważ każda ze stron sama określiła te warunki. Kiedy Thomas Hobbes napisał Lewiatana (Leviathan), sytuacja była trochę inna – wówczas przywiązywano większą wagę do obustronnej wymiany korzyści niezbędnej do sporządzenia prawomocnej umowy. Większość umów zawierała odgórnie ustalone warunki, które wypływały raczej z umownej natury porozumienia, niż z wyborów dokonanych przez obie strony. A co za tym idzie, próbowano dowieść, że teoria umowy społecznej jest bardziej spójna z prawem o zobowiązaniach z czasów Hobbesa i Locke’a niż z prawem o zobowiązaniach z naszych czasów. Ponadto cechy umowy społecznej, które wydają się nam osobliwe (tak jak przekonanie, że jesteśmy zobowiązani warunkami umowy zawartej przez naszych dalekich przodków) nie wydawałyby się tak dziwne dla ludzi żyjących za czasów Hobbesa.

### Teoria domniemanej umowy społecznej
Teoria domniemanej umowy społecznej mówi o tym, że poprzez pozostanie na terytorium kontrolowanym przez jakiś rząd, ludzie automatycznie wyrażają przyzwolenie na to by podlegać temu rządowi, co czyni go legalnym. Filozof Roderick Long stwierdza, że jest to przypadek tzw. question begging, czyli argumentu, który mnoży pytania, zamiast na nie odpowiadać.

Uważam, że osoba, która wysuwa ten argument, z góry zakłada, że rząd ma legalną władzę nad tym terytorium i że każdy, kto znajduje się na tym terytorium musi zgodzić się na obowiązujące zasady. Ale jednocześnie zakłada tą samą rzecz, którą próbuje udowodnić, a mianowicie, że taka władza nad terytorium jest legalna. Jeśli nie, wtedy rząd jest jedynie kolejną grupą ludzi żyjącą na tym ogólnym, szeroko pojętym obszarze geograficznym. Ale ja mam swoją własność i nie wiem, jakie dokładnie są ich postanowienia. Wiem, że jestem na swojej posiadłości, która do nich nie należy – przynajmniej nie dali mi żadnego argumentu, że do nich należy – i dlatego fakt, że żyję w „tym kraju” oznacza, że żyję w pewnym geograficznym regionie, co do którego oni mają pewne żądania – ale pytaniem pozostaje czy te żądania są uzasadnione. Nie można zakładać czegoś jako środek do udowodnienia tego.

Odpowiedź na ten argument jest taka, że społeczność, która faktycznie włada pewnym terytorium, a co za tym idzie jest suwerenna, jest jego prawowitym i legalnym właścicielem. W rzeczywistości jest to teoria prawa o nieruchomościach powszechna w każdym kraju. Osoba fizyczna nie może posiadać gruntu per se, ale jedynie tytuł posiadania nieruchomości na tym gruncie, czyli przechodnie prawo do użytku tej ziemi i do wykluczania innych z jej użytkowania. Prawowity właściciel jest niezależnym i najwyższym organem, który może ustanawiać i egzekwować prawa, ograniczające swobody innych na terenie jego nieruchomości.

### Ronald Dworkin:Imperium Prawa(Law’s Empire) (1986)
W swojej książce z 1986 roku Imperium Prawa, Ronald Dworkin pokrótce odnosi się do teorii umowy społecznej. Dworkin rozróżnia użycie teorii umowy społecznej w sensie etycznym, aby zdefiniować charakter lub znaczenie terminu sprawiedliwość (tak jak John Rawls w swojej Teorii Sprawiedliwości), i użycie teorii umowy społecznej w sensie prawoznawczym jako podstawy działania legalnego rządu.
Dworkin próbuje udowodnić, że jeśli każdy obywatel byłby stroną w rzeczywistej umowie oraz akceptowałby i poddawałby się politycznym decyzjom w tym sensie, że polityczne decyzje jego społeczności byłyby faktycznie brane przez niego pod uwagę, wtedy historyczny fakt zawarcia umowy wyglądałby przynajmniej na pierwszy rzut oka jako przymus, nawet w zwykłej polityce:

A zatem niektórzy myśliciele polityczni pokusili się o stwierdzenie, iż obywatele dają ciche przyzwolenie na tę umowę, nie emigrując wraz z osiągnięciem wieku do tego uprawniającego. Ale nikt nie jest w stanie tego poważnie uargumentować. Umowa i tak nie byłaby wiążąca, w sposób adekwatny do przedstawionego wcześniej rozumowania, nawet gdyby dawała możliwość emigracji i życia w innym kraju. A jeśli nawet przyzwolenie na tego rodzaju umowę społeczną byłoby świadome, to i tak powyższe rozumowanie byłoby błędne, gdyż nie przemawiałoby za legalnością tejże umowy, jako że osoba, która opuszcza jedno państwo, tylko po to, żeby zamieszkać w innym i podlegać jego władzy i tak nie będzie wolna od umowy społecznej.

Typowym kontrargumentem jest to, że obywatele nie są ograniczeni do wyboru pomiędzy cichym przyzwoleniem na faktyczny stan rzeczy a ekspatriacją, ale także mogą akceptować umowę społeczną, pracując nad zmianą tych jej punktów, z którymi się nie zgadzają, poprzez uczestniczenie w procesie politycznym.
Kolejnym kontrargumentem jest to, że istnieje ciche przyzwolenie na ten rodzaj umowy społecznej, o ile obywatel ma możliwość emigracji, nawet, jeśli życie w innym kraju byłoby trudne lub niemożliwe, lub też panujący tam reżim byłby uciskający. Społeczność jest zwierzchnikiem swojego terytorium i ma suwerenną władzę ustanawiania praw obowiązujących na jego terenie, ale nie ma obowiązku zapewniania wygodnej alternatywy swoim obywatelom. Idąc za tym argumentem, wszechświat nie jest stworzony dla naszego komfortu, czy wygody; a życie często jest wyborem nie pomiędzy dobrem a złem, ale pomiędzy możliwościami, które są dostępne, a z których każda może być zła.

### Krytycyzm naturalnego prawa
Kontraktualizm oparty jest na filozofii prawa, która zakłada działania na rzecz własnych interesów, co stanowi rodzaj indywidualizmu: każdemu indywidualnemu podmiotowi przysługują indywidualne prawa, które mogą, ale nie muszą być prawami niezbywalnymi i tworzą podstawę praw cywilnych, tak jak w Deklaracji Praw Człowieka i Obywatela z 1789 r. Hannah Arendt w swojej książce o imperializmie zauważyła, że deklaracje z 1789 roku w swojej zgodzie na teorię umowy społecznej bazują na naturalnych prawach człowieka i na prawach cywilnych obywatela, a nie odwrotnie jak teoria kontraktualizmu. Jednak to indywidualistyczne i liberalne podejście jest krytykowane od XIX w. przez takich myślicieli jak Marx, Nietzsche, czy Freud, a później przez zwolenników strukturalizmu i poststrukturalizmu takich jak Lacan, Althusser, Foucault, Deleuze, czy Derrida. Niektórzy z tych filozofów próbowali, inspirowani spinozyzmem wymyślić inny rodzaj transindywidualizmu, który poprzedzałby podział na podmiot indywidualny i podmiot zbiorowy taki jak społeczeństwo.

### Krytyka konserwatywna
Konserwatyści uznają, że koncept umowy społecznej jest skrajnym uproszczeniem relacji jaki zachodzą pomiędzy strukturami władzy, jednostkami i instytucjami. Uznają, idąc za Arystotelesem, iż państwo nie jest sztuczną umową między ludźmi, tylko naturalnym rozwinięciem życia społecznego. Oprócz tego zauważają, że bez norm społecznych i prawa utrzymywanego przez państwo, nie jest realne zawierania jakichkolwiek umów pomiędzy ludźmi. To właśnie naturalny porządek społeczny to umożliwia.
Roger Scruton w następujący sposób skrytykował sens umowy społecznej:
„Ten jeden konkretny mit – który niegdyś posłużył za wygodne narzędzie do przekonania ludzi, że źródło prawowitości władzy leży gdzie indziej niż w boskim uprawnieniu monarchów – ma się do faktów mniej więcej tak jak pogląd, że moi rodzice i ja nieświadomie zawarliśmy kiedyś umowę, że oni będą mnie karmić i wychowywać w zamian za późniejszą opiekę"